# Hugo (Oklahoma)
Hugo település az Amerikai Egyesült Államok Oklahoma államában, Choctaw megyében, melynek megyeszékhelye is. Lakosainak száma 5166 fő (2020. április 1.).

## Népesség
A település népességének változása:

| 2010 | 5 310 |
| 2020 | 5 166 |